# Stethorrhagus maculatus
Stethorrhagus maculatus är en spindelart som först beskrevs av Ludwig Carl Christian Koch 1866.  Stethorrhagus maculatus ingår i släktet Stethorrhagus och familjen flinkspindlar.
Artens utbredningsområde är Colombia. Inga underarter finns listade i Catalogue of Life.